# Triploidia
Triploidia (ang. triploidy, triploidy syndrome) – u człowieka, poliploidia polegająca na obecności w komórce dodatkowego zestawu chromosomów (zapis kariotypu 69,XXY, 69,XXX albo 69,XYY). Triploidia może dotyczyć wszystkich komórek organizmu albo tylko w części (mozaicyzm).

## Etiologia
Triploidia powstaje najczęściej w wyniku zapłodnienia jednej komórki jajowej przez dwa plemniki (dispermia) albo braku podziału dojrzałej komórki jajowej bądź plemnika, skutkującego diploidią gamety. 

## Objawy i przebieg
W autopsji poronionego płodu i, rzadziej, u donoszonego noworodka, stwierdza się szereg charakterystycznych cech morfologicznych:
- ogólną niedojrzałość płodu lub noworodka
- hipotonię mięśniową
- hiperteloryzm
- zmarszczkę nakątną (epicanthus)
- małoocze
- szczelinę tęczówki
- duże tylne ciemię
- niski grzbiet nosa
- rozszczep wargi
- nisko osadzone i zniekształcone małżowiny uszne
- syndaktylia 3. i 4. palca
- spodziectwo, wady zewnętrznych narządów płciowych
- wnętrostwo
- hiperplazję komórek Leydiga w jądrach osobników o kariotypie 69,XXY
- hipoplazję nadnerczy[1].

Noworodki z triploidią zwykle rodzą się przedwcześnie, zgon następuje w okresie okołoporodowym, zwykle w pierwszej dobie po urodzeniu. Najdłuższy odnotowany okres przeżycia u dziecka z czystą triploidią wyniósł 5 miesięcy.